# CM1型磁気浮上列車
CM1型磁気浮上列車（中国語: CM1型磁悬浮列车、愛称海豚）は、 トランスラピッドの技術を元に中国で開発され、試験が進められている吸引式磁気浮上式鉄道である。

## 開発

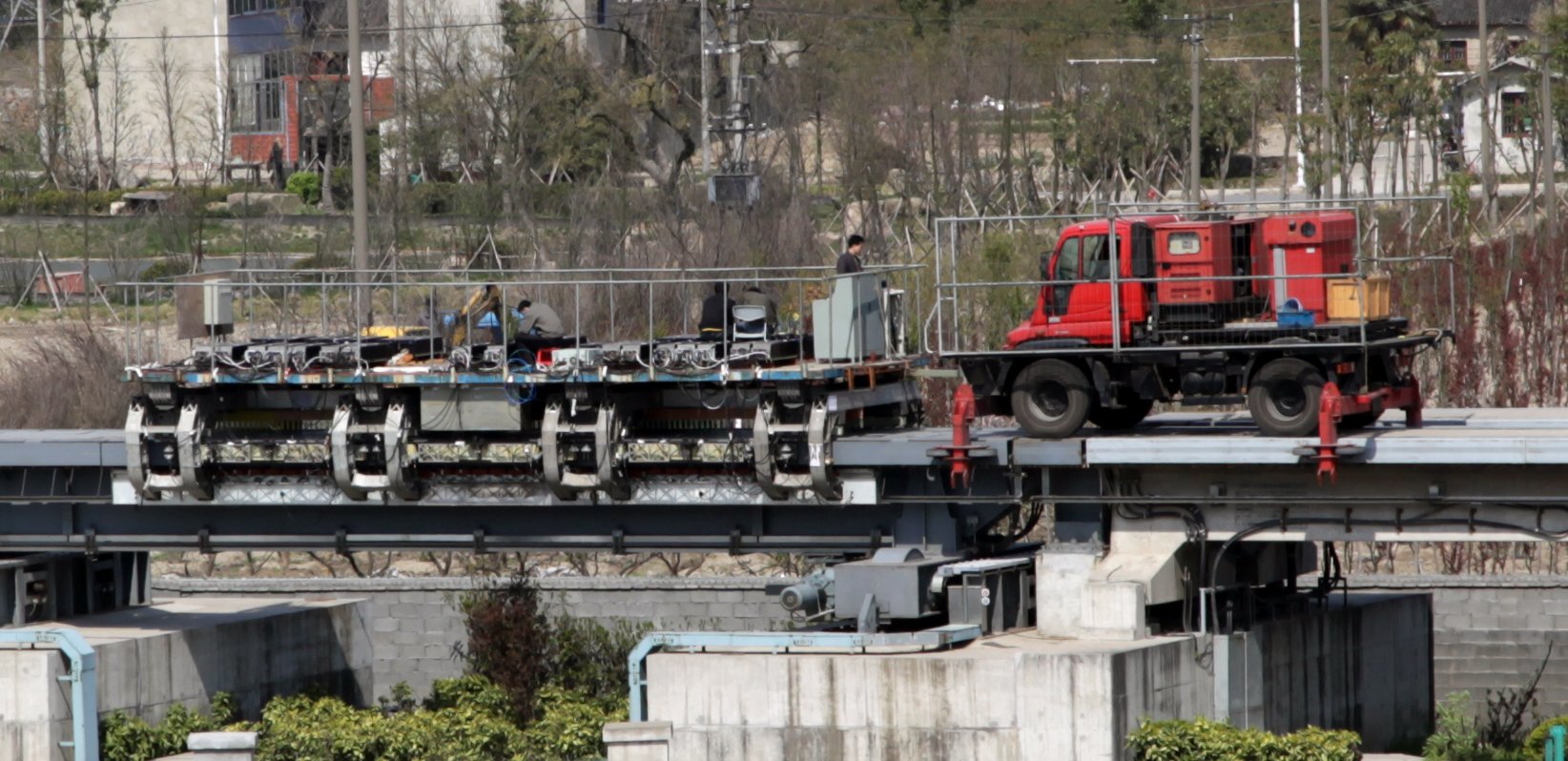
CM1型の走行装置

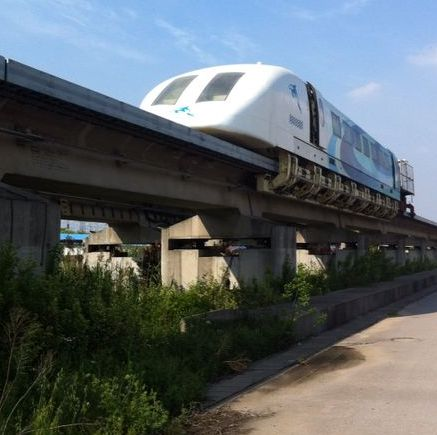
2014年4月の磁気浮上式車両

2002年に第863中国高水準技術計画の一環として中国独自の磁気浮上式鉄道の建設が決定された。成都飛機工業公司(CAC)と2両の試験車両の計画が交わされた。2006年5月に同済大学嘉定キャンパス内の試験線に搬入され、2006年、7月に試験が始まった。試作車両のCM1は磁気浮上式鉄道で最高時速150kmで走行するように設計され、主任開発者のZheng Qihuiによれば"ドイツ製ではない技術"が使用されたとされる。2004年11月のビデオドキュメンタリーによると上海で磁気浮上式鉄道を運行する上海マグレブ・トレイン(SMT)が浮上と案内技術の開発に関連していると見られる。
テスト時に車体は分離可能な構造である。試験線上のCM1の車両と構造体の画像が見つかる。

## 試験線

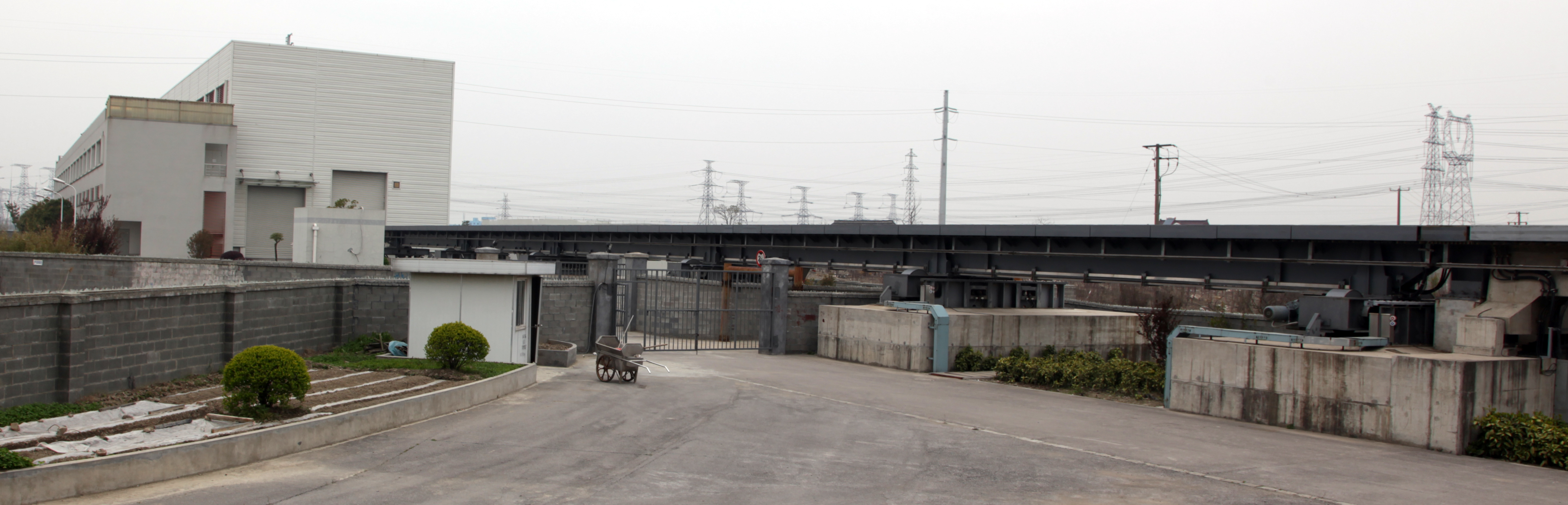
磁気浮上式鉄道の整備棟と起点

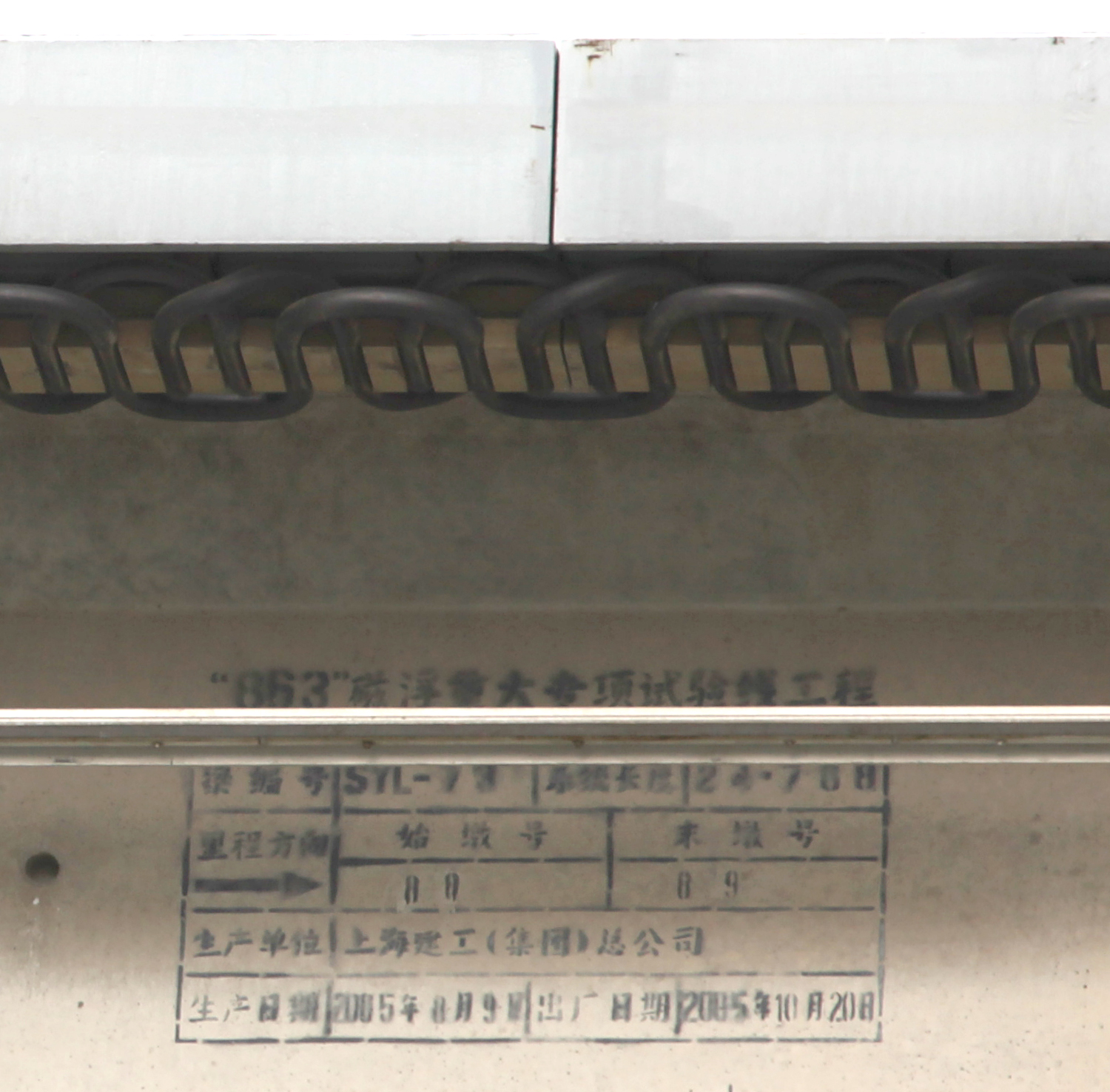
軌道の詳細と地上側の界磁

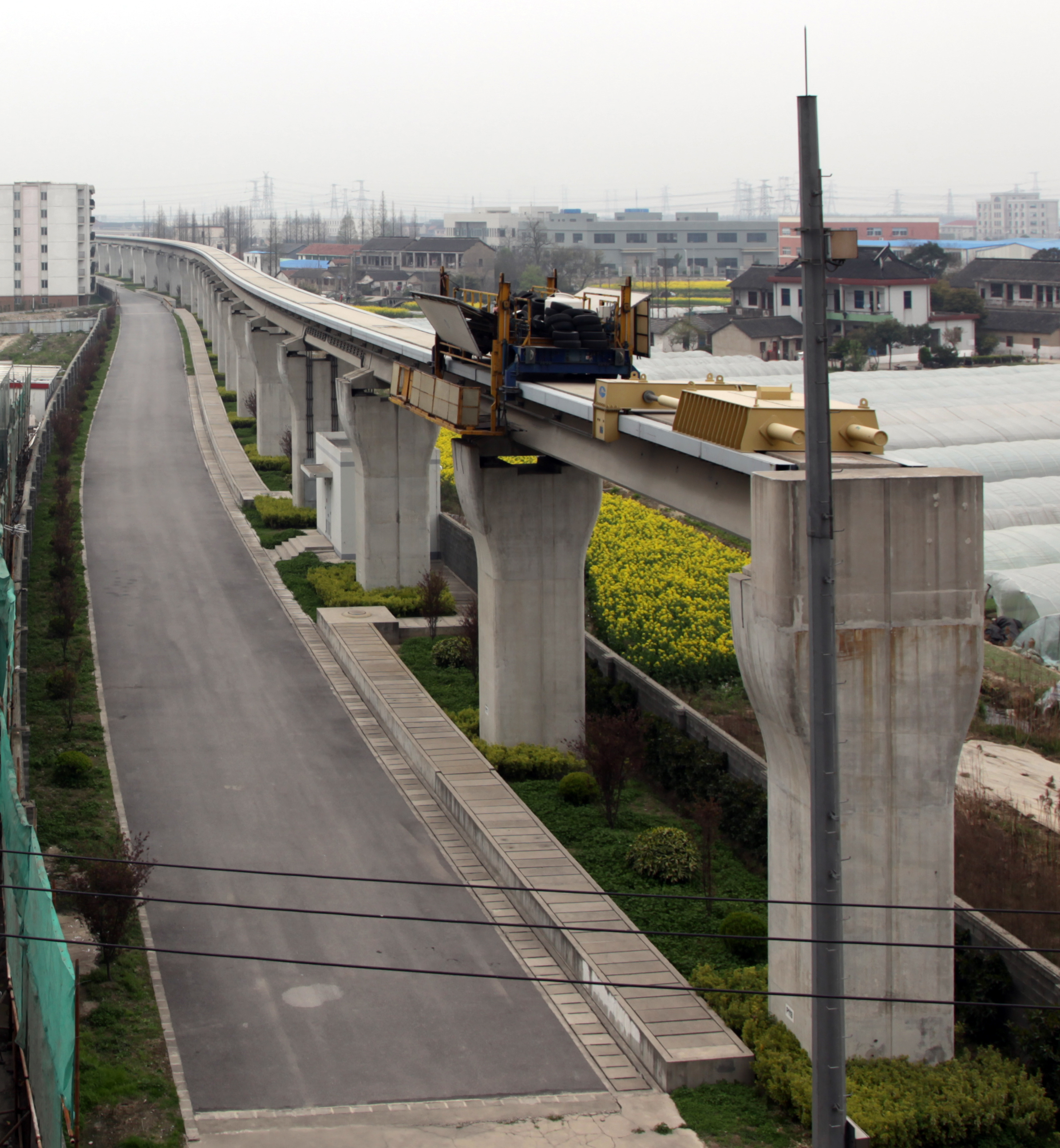
試験線の終端

### 概要
試験区間で使用された技術は上海磁気浮上式鉄道(SMT)で運行されるドイツのトランスラピッド08の技術を模範とした。上海浦東国際空港から上海までの30kmの区間の建設工事中にドイツ側の中国人の協力者達は軌道の設計図を入手した。中国側はドイツ側から5000万ユーロで技術を購入して国立磁気浮上式交通技術研究開発センターの試験線はWu Xiangmingの主導によって中国と同済大学のドイツ大学院(CDHK)の密接な協力で建設された。試験線の地上設備は中国製ではない。これらは浦東-上海区間の建設でドイツが製造して同済の試験線で組み立てられた。
試験線は第863国家高水準技術計画の一環として建設された。

### 線区構造
上海の中心の北西部の同済大学嘉定キャンパスの構内に全長1.5kmの磁気浮上用の軌道がある。北西の端に磁気浮上用の整備棟がある。西側の路線は整備棟から北東へ高架が続いていて終端は緩衝装置が無い。東部の数百mは45度の曲線がある。路線は東西約1kmである。東の試験軌道の端はS字型の緩衝装置がある。
試験線の全長と(環状線ではない)試験線により最高時速は時速120kmに抑えられる。